# Rattus steini
Rattus steini es una especie de roedor de la familia Muridae.

## Distribución geográfica
Se encuentra en Nueva Guinea.